# لیلیام کشیشیان
لیلیام کشیشیان (ارمنی: Լիլիամ Քեշիշյան; اسپانیایی: Liliam Kechichián‎؛ زادهٔ ۲ مارس ۱۹۵۲) یک سیاست‌مدار ارمنی‌تبار اهل اروگوئه است که از تاریخ ۱۵ فوریه ۲۰۲۰ سناتور در سنای اروگوئه می باشد. وی پیشتر از ۳۰ مه ۲۰۱۲ تا ۳۱ ژانویه ۲۰۲۰ وزیر جهانگردی و ورزش این کشور بود.
کشیشیان در سال ۱۹۹۹ وی به حزب اتحاد پیشرو پیوست. در سال ۲۰۰۴ به مجلس اروگوئه راه یافت و بزودی توسط اکتور لسکانو به عنوان معاون وزیر گردشگری برگزیده شد. در ماه می ۲۰۱۲ وی به عنوان وزیر جهانگردی و ورزش اروگوئه منصوب شد و تا ۳۱ ژانویه ۲۰۲۰ در دولت‌های تاباره باسکس و خوزه موخیکا خدمت کرد.